# Dezbatere
Dezbaterea  este un act de comunicare sau discuție în care două sau mai multe persoane se gândesc la unul sau mai multe subiecte și în care fiecare își expune ideile și își apără opiniile și interesele. Pe măsură ce argumentele prezentate de cineva cresc în cantitate și coerență, cel ce le spune devine mai credibil; La sfârșitul tuturor argumentelor prezentate de fiecare dintre persoane, moderatorul trebuie să ajungă la o decizie finală. 
În funcție de spontaneitatea lor, dezbaterea se clasifică în cele formale, care au un format, precum și subiectul de discutat prestabilite și care au un moderator; și cele informale care nu au fost stabilite anterior, unde nu există un moderator direct și libertatea de argumentare prevalează. 

## Câteva formate de dezbatere

### Karl Popper
Formatul Karl Popper, bazat pe filozoful cu același nume, este cea mai clasică formă de dezbatere și, în general, prima care se învață. Se bazează pe o confruntare a două opinii argumentate asupra unei probleme controversată: „afirmativ” și „negativ”. Echipa afirmativă oferă argumente în sprijinul propunerii, iar poziția negativă îi contrazice argumentele. Ambele echipe sunt de așteptat să contrazică argumentele celuilalt, conducând la un schimb de idei din investigația neutră, pe care fiecare grup a făcut-o înainte de dezbatere. Prin urmare, acest format necesită, de obicei, sprijin empiric și garanții în argumentele sale. Acest format poate fi împărțit în zece părți, șase dintre ele constau în discursuri fără întrerupere, iar celelalte patru părți constau în întrebări între doi sau mai mulți vorbitori, unul de la fiecare echipă. În plus, ambele părți au un anumit timp pe care îl pot solicita pe parcursul dezbaterii pentru a-și pregăti strategia echipei și a coordona argumentele sau refutările. Acest timp nu depășește de obicei opt minute și fiecare echipă îl poate solicita în fracțiuni. 

### Lincoln-Douglas
Provine din dezbaterile dintre Abraham Lincoln și Stephen A. Douglas din anul 1858, ale căror teme s-au concentrat pe subiectele sclaviei, moralei și valorilor. De asemenea, a apărut ca o reacție la excesul politicii dezbaterii pe echipe și dorea să conceapă dezbaterile ca o discuție a două persoane. În concordanță cu natura creării sale, acest tip de format tratează controverse de natură valorică. Astfel, spre deosebire de dezbaterea politică, formatul LD nu necesită argumente care se bazează pe statistici sau date empirice, ci este o dezbatere eminamente valoroasă a cărei bază sunt principiile morale și logica pe care vorbitorul le folosește pentru a susține postura ta Este format din șapte etape, dintre care două corespund discursurilor argumentative, trei discursurilor de refutare și două întrebărilor puse de către participanți unul altuia. 

## Pași de urmat în timpul dezbaterii
- Prezentarea temei sau a problemei de discutat;
- Organizarea echipelor de lucru;
- Pregătirea participării la dezbatere;
- Se ridică ipoteză și teza dezbaterii;
- Desfășurarea dezbaterii;
- Moderatorul ar trebui să ajute la încheierea subiectului.

## Reguli pentru moderator
Cei care urmează să dezbată trebuie să cunoască pe deplin subiectul de discutat. În timpul dezbaterii, moderatorul ar trebui: 
- Să ia în considerare obiectivul subiectului;
- Să anunțe subiectul și să-l introducă în cadrul dezbaterii;
- Să descrie activitatea;
- Să pună prima întrebare și să dea cuvântul în ordine aleatorie;
- Să indice importanța subiectului.

## Reguli de luat în considerare
Pentru a dezvolta și a parcurge exercițiile de dezbatere, este foarte important ca atât emițătorul cât și receptorul să ia în considerare următoarele puncte: 
- Fii scurt și precis atunci când vorbești;
- Fii tolerant asupra diferențelor;
- Nu-l subestima pe celălalt;
- Nu vorbi prea mult pentru a-i lăsa pe ceilalți să intervină, evitând tendința de monolog și monotonie;
- Nu râde de intervenția nimănui;
- Evită să țipi pentru a-l face pe interlocutor să tacă.
- Vorbește în siguranță și liber, fără teamă de critici.
- Însoțește critica cu propuneri.
- Ascultă cu atenție interlocutorul pentru a putea răspunde corespunzător.
- Articulați corect sunetele, folosind un ton adecvat situației specifice de intonație și conținutul mesajului (interogație, exclamație, sunete care indică sfârșitul enunțării, pauze printre altele).

## Argumente
- Argumentele în favoare se numesc dovezi, iar cele care sunt împotriva se numesc obiecții.
- Pentru primele, se încearcă să se demonstreze validitatea declarațiilor sau a argumentelor părții.
- Pentru cele din urmă, se va încerca de a afișa erori ale oponenților.

### Argumente logice raționale
- Indicative sau prin semne: Motivele sunt prezentate sub formă de indicii, semne sau indicații care duc la o concluzie sumară. De exemplu: „Nu mi s-ar părea ciudat dacă Ioan ar fi făcut un atac de cord. Mănâncă, bea, fumează excesiv și lucrează prea mult.”
- Cauzale: Motivele sunt prezentate ca fiind cauza care provoacă concluzia: unul este cauza altuia. De exemplu: „A alerga 5 kilometri pe zi produce o bunăstare generală a sistemului cardiovascular. Fugi ca să trăiești mai mult.”
- Analogice: Raționament bazat pe existența atributelor similare în ființe sau lucruri diferite. De exemplu: „Ar trebui să ne preocupăm în permanență pentru mediu, la fel cum ne preocupăm pentru o mașină. Aceasta trebuie menținută curată, reparată atunci când este necesar și beneficiile sale trebuie utilizate rațional.”
- Prin generalizare: din mai multe cazuri similare, o teză comună tuturor poate fi generalizată, fiind dovedită prin soluție.

### Erori logice
Un argument bun trebuie să ofere o susținere suficientă pentru a accepta concluzia, iar premisele trebuie să fie legate de concluzie. Un argument insuficient este considerat o eroare logică. 
Exemple de erori logice
„Prima mea iubită m-a trădat, deci toate femeile sunt trădătoare” (numărul de cazuri nu este suficient pentru a încheia, de aceea se numește concluzie pripită);  
„Nu sunt de acord cu practicile educaționale ale profesorului” (motivele pe care le ridică nu au legătură cu concluzia: motiv irelevant);  
„Eu susțin că extratereștrii există. Alaltăieri l-au intervievat pe Juanito Pérez la TV, iar el a povestit cum a fost răpit de ei.” (motivul pentru care susține concluzia nu poate fi universal acceptat: premisă problematică). 

## Funcțiile și virtuțile unei dezbateri
- Ca exercițiu pentru intelect, deoarece servește la dezvoltarea mai multor abilități.
- Pentru a consolida și îmbunătăți personalitatea, în aspecte precum stima de sine, siguranță, încredere, exprimare verbală și corporală.
- Crește criteriile după care se iau decizii, deoarece te învață să expui avantajele și dezavantajele unui punct de vedere.
- Ca mijloc de realizare a multiplicării numărului de idei.
- Ca mediu informativ / de expunere, deoarece în calitate de spectator al unei dezbateri, se pot clarifica multe despre subiectul care se dezbate.

De asemenea, se exercită abilități specifice, cum ar fi: 
- Ascultarea critică
- Raționamentul și gândirea critică
- Structurarea ideilor
- Răspunsurile rapide și adecvate
- Exprimarea orală eficientă
- Dialectica
- Conversația
- Prevenirea erorilor logice
- Prevenirea parțialității cognitive
- Dezvoltarea gândirii critice
- Evitarea controverselor

## Istoric
Dezbaterea este o practică antică care se presupune că are o vechime de 2400 de ani. Competițiile școlare de dezbateri (numite și dezbateri academice) reprezintă o tradiție în unele state. De exemplu, în Statele Unite, dezbaterea a fost stabilită ca un instrument educațional solid atât la nivel secundar, cât și terțiar. La nivel universitar, dezbaterea este utilizată ca instrument didactic în diferite discipline, cum ar fi în marketing, sociologie, stomatologie și asistență medicală.

## Dezbaterile în România
În România, primul contact al educației cu dezbaterile academice l-a reprezentat introducerea logicii ca disciplină de studiu obligatorie. După o perioadă în care aceasta a lipsit din programă în timpul regimului lui Nicolae Ceaușescu, după 1989 a fost reintrodusă, sub numele de „Logica și argumentare”. În anii 90, odată cu încheierea regimului comunist, s-a născut „mișcarea de dezbateri educative”, implementată în  fostele state comuniste din Europa de est.
Fundația pentru o Societate Deschisă, înființată în 1993 a organizat primul stagiu de formare din cadrul mișcării de dezbateri educative. Acesta a fost primul pas al introducerii competițiilor de dezbateri în România, organizând traininguri și înființând cluburi de dezbateri. Numărul acestor cluburi a crescut de-a lungul timpului.

### Competiții
Competițiile MUN sunt realizate de către Asociația Tineretului ONU din România. Această asociațtie organizează simulări academice de dezbateri ale unor probleme de interes internațional ale instituțiilor Organizației Națiunilor Unite. Cea mai mare dintre aceste simulări este Bucharest International Student Model United Nations (BISMUN).
Alte oportunități de a participa la competiții de dezbateri sunt Olimpiada Națională de Argumentare, Dezbatere și Gândire critică „Tinerii Dezbat”, precum și competițiile de tip MUN (Modelul Națiunilor Unite) sau cluburile private din țară.